# 布氏桉
布氏桉（学名：Eucalyptus blakelyi）为桃金娘科桉属下的一个种。

## 扩展阅读
- 維基物種上的相關：布氏桉